# Cisticola bodessa
Cisticola bodessa là một loài chim trong họ Cisticolidae.